# 北埔慈天宮
24°41′59″N 121°03′30″E / 24.699750°N 121.058356°E
北埔慈天宮，是位於臺灣新竹縣北埔鄉北埔村北埔老街上的觀音寺，被列為縣定古蹟。

## 歷史沿革
該廟初創年代說法不一，其建立與漢人墾拓北埔有關。道光十四年（1834年）淡水同知李嗣鄴欲將政府勢力擴展至臺灣原住民所控制的大隘地區，促成時任九芎林總理的粵人姜秀鑾與竹塹城的閩人周邦正，合組「金廣福墾號」，向新竹東南山區開墾。據傳此廟所祀的觀音菩薩，為姜秀鑾自中國大陸奉迎，並在北埔建一小寮奉祀。開墾之初，與原住民爭戰屢有傷亡，墾民隘丁都會前往禱祝平安順利。道光二十年（1840年），姜秀鑾改建為木造廟宇供奉。
該廟是北埔鄉的宗教信仰中心，建築規模與竹北蓮華寺相仿。廟身迭有興修，其中以姜秀鑾長孫姜榮華於同治十三年（1874年）的大改建為主，增築兩廊與前殿，成為兩殿、兩廊、兩橫屋的格局。廟前廣場採石條鋪製，石材為北埔地區的砂岩。步口檐廊的石雕蟠龍柱均採升龍造型、廟內有2組二十四孝石柱，乃臺灣廟宇少有。
廟宇曾做新竹國語傳習所北埔分校場使用，不久又改為北埔公學校教室，數年後由姜義豐家族另捐贈校地才遷校，方恢復廟宇。1985年間核定為三級古蹟，北埔該村的金廣福公館與姜阿新洋樓等也被列為古蹟。九二一大地震後，大廳樑柱位移、右護龍牆受損，牆基部分石塊竟可取出，空凹處成了居民的置物櫃，因此縣府民政局禮俗文獻課編列新台幣四千六百餘萬元整建。
廟前商店林立，聚集小吃、特產店鋪，為北埔老街觀光重點。該條石板路的三千零八十九片石板都是和廟埕都同來源，在2015年時獲古蹟審議委員會同意也納入古蹟定著土地範圍。
2021年4月19日，歷時一年多、傅明光等八位文化局造冊的傳統工匠修復的屋宇竣工。

## 歲時祭儀
元宵節時，北埔居民會點起油笐火（竹製火把），集中在廟前廣場，然後結隊上秀巒山祭拜山神，遊行完再回到廟前廣場猜燈謎。
農曆二月十九日的觀音誕，舉行大拜拜。在慈天宮祭祀圈尚未形成之前，金廣福的信仰中心為今天的竹東鎮三重里的三角城國王宮。
農曆七月中元普渡，以姜義豐家族擔任總爐主，爐主則由姜義豐、何合昌等七家族輪流擔任，六年一輪。該月十四日會接著波羅汶三元宮，舉行神豬比賽，接著輪到芎林廣福宮。除中元普渡外，在月底所會舉行針對兒童亡靈的普渡科儀，且供品大多是糖果、餅乾、零食等，稱為「小孩子普」或「幼魂普」。
每十年舉行一次出巡慶典，如2013年就舉行，該時正殿旁的香亭與神轎就會出動。

## 配祀神明
配祀神在2000年報導時有媽祖、五谷先帝、文昌帝君、三山國王、註生娘娘及福德正神等。
廟亦祭祀軍大王。慈天宮總務彭阿欽說，軍大王是在姜秀鑾開墾北埔等地，與原住民戰死之清兵的骨骸，經鄉人蒐集，並請石雕師父刻一精緻的鬼面石碑，建小廟於北埔、寶山兩鄉交界之大壢，後供於此廟中。該軍大王石碑在1995年9月1日連同可追溯道光年間的註生娘娘神像一同被竊。
楊載雲也在祭祀之內。根據民俗學家黃榮洛的了解，姜秀鑾後裔姜金寶在北埔鄉大湖村口蓋一小廟以紀念楊載雲，以「楊大人」稱之，後小廟傾倒，才由姜家後裔請入慈天宮。戰後，牌位改貼上寫有「楊載雲」的紅紙條。

## 外部連結
- 北埔慈天宮——文化部文化資產局（页面存档备份，存于）